# St. Margarethen, Reichenau
St. Margarethen je naselje v Občini Reichenau v Okraju Trg na Koroškem v Avstriji.